# Die Harzreise
Die Harzreise is een reisverhaal van Heinrich Heine. Het is geschreven in de herfst van 1824 en verscheen voor het eerst in 1826 in boekvorm. Een herziene editie werd vervolgens afgedrukt in het door Friedrich Wilhelm Gubitz uitgegeven tijdschrift Der Gesellschafter. Heine zelf omschreef het werk als een verzameling fragmenten. Het was Heine's eerste boek bij Hoffmann & Campe in Hamburg, de uitgeverij die later zijn verzamelde werk uitbracht.

## Inhoud
Heinrich Heine beschrijft in het werk zijn reis als student van Göttingen door de Harz over de Brocken tot aan Ilsenburg. Hij ontmoet daarbij bekende en onbekende tijdgenoten, die hij voor een gedeelte zeer uitgebreid beschrijft en die hij dan vergelijkt met heel andere mensen. Ook de natuur wordt uitgebreid beschreven.
In het werk zijn alle rust- en overnachtingsgelegenheden van deze wandelroute aangegeven:
- Göttingen
- Weende
- Nörten
- Osterode
- Lerbach
- Clausthal
- Zellerfeld
- Goslar
- de Rammelsberg
- de riviertjes Leine, Ilse, Bode, Selke en vele andere

Deze wandelroute duurde voor Heinrich Heine ongeveer vier weken. Tegenwoordig is deze route bekend geworden als de "Heinrich-Heine-Weg". Deze toeristische route heeft inmiddels verschillende beschrijvingen.
Er komt ook een beschrijving in voor van een toentertijd ter plaatse verboden duel tussen studenten.

## Citaat
De tekst is veel meer dan een eerste oefening van een beginnende schrijver. Het is duidelijk een romantisch werk, een voorbeeld:
Das ist nun die Ilse, die liebliche, süße Ilse. Sie zieht sich durch das gesegnete Ilsetal, an dessen beiden Seiten sich die Berge allmählich höher erheben, und diese sind, bis zu ihrem Fuße, meistens mit Buchen, Eichen und gewöhnlichem Blattgesträuche bewachsen, nicht mehr mit Tannen und anderm Nadelholz. … Ja, die Sage ist wahr, die Ilse ist eine Prinzessin, die lachend und blühend den Berg hinabläuft. Wie blinkt im Sonnenschein ihr weißes Schaumgewand! Wie flattern im Winde ihre silbernen Busenbänder! Wie funkeln und blitzen ihre Diamanten!. 

## Nederlandse vertaling
- De Harzreis. Met M. van Amerongen in het voetspoor van de dichter, vert. Anneke Woudstra, 1975